# After Forever (album)
Albums de After Forever
Mea Culpa
(2006)
After Forever est le cinquième et dernier album en date du groupe de Metal symphonique néerlandais After Forever, sorti le 23 avril 2007.
Cet album marque l'arrivée du groupe chez le label allemand Nuclear Blast, à la suite de la faillite de leur précédente maison de disques, Transmission Records.
Jeff Waters, guitariste du groupe de thrash metal Annihilator, est invité sur le morceau De-Energized, et Floor Jansen chante en duo avec Doro Pesch sur Who I Am.

## Liste des titres
| 1.    | Discord              | 4:37  |
| 2.    | Evoke                | 4:24  |
| 3.    | Transitory           | 3:29  |
| 4.    | Energize Me          | 3:10  |
| 5.    | Equally Destructive  | 3:31  |
| 6.    | Withering Time       | 4:32  |
| 7.    | De-Energized         | 5:10  |
| 8.    | Cry With A Smile     | 4:25  |
| 9.    | Envision             | 3:56  |
| 10.   | Who I Am             | 4:36  |
| 11.   | Dreamflight          | 11:10 |
| 12.   | Empty Memories       | 4:56  |
| 13.   | Lonely [Bonus Track] | 3:26  |
| 57:57 |                      |       |